# کاراگوچر (قره‌تاش)
کاراگوچر (به ترکی استانبولی: Karagöçer) یک منطقهٔ مسکونی در ترکیه است که در قره‌تاش (شهر) واقع شده‌است.